# Ugo Novello
Ugo Novello (* 10. August 1931 in Mestre) ist ein italienischer Filmschaffender.

## Leben
Novello begeisterte sich früh für den Film und wirkte als Amateur seit Anfang der 1950er Jahre. Zehn Jahre darauf war er in der professionellen Filmindustrie angelangt und arbeitete in zahlreichen Funktionen an Kinofilmen mit – mal war er als Schauspieler, des Öfteren als Produktionsleiter, aber auch als Regieassistent und Produktionssekretär tätig. Gegen Ende des Jahrzehntes führten ihn seine Aufgaben an die Sets zahlreicher Filme von Regisseuren der neuen Generation wie Marco Bellocchio, Salvatore Samperi und Maurizio Liverani, deren Einfluss man in seinem nach eigenem Drehbuch entstandenen Regiedebüt aus dem Jahr 1972 spürt: Testa in giù… gambe in aria, der ohne große Resonanz blieb und sein einziges Werk blieb. Bis 1980 war Novello wieder als Regieassistent tätig; noch später drehte er kurze technisch-wissenschaftliche Dokumentationen.

## Filmografie (Auswahl)
Regisseur
- 1972: Testa in giù… gambe in aria